# Девиер, Антон Мануилович

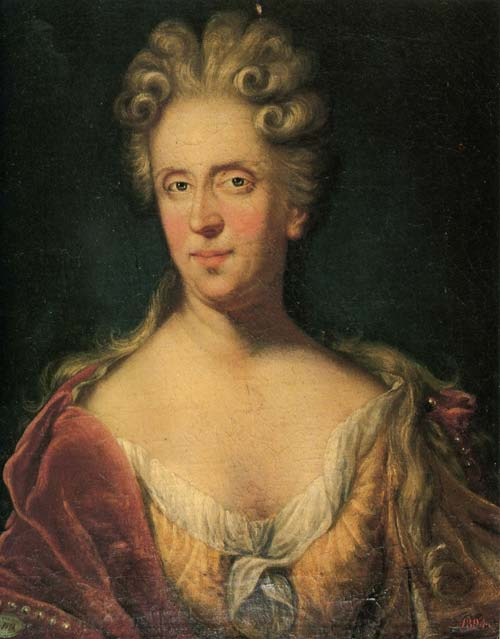
Анна Даниловна Девиер

Граф (с 1726) Анто́н Мануи́лович Девие́р (порт. António Manuel de Vieira; 1674 или 1682 — 24 июня [6 июля] 1745) — сподвижник Петра I, генерал-адъютант, первый генерал-полицмейстер Санкт-Петербурга (1718—1727 и 1744—1745), генерал-аншеф (1744).

## Биография
Точных данных о месте и времени рождения Девиера нет. По наиболее распространённой версии, он родился в 1682 году в Амстердаме в небогатой еврейской семье, переехавшей в Голландию из Португалии и принявшей там христианство. Однако его португальский биограф журналист Жузе Мильязеш утверждает, что он появился на свет в 1673 или 1674 году в португальской приморской провинции Минью, носил имя Антониу Виейра и являлся выходцем из семьи марранов. Примерную дату рождения Мильязеш устанавливает на основании утверждения русского историка XIX века Петра Петрова, который писал, что Девиер скончался в 1745 году, имея от роду 71 год. Это вызывает некоторые сомнения, поскольку известно, что после смерти отца Девиер поступил на голландский флот юнгой и в 1697 году на манёврах в Голландии познакомился с Петром I, который пригласил его в Россию.
В России свою службу Девиер начал личным денщиком царя, в июле 1708 года стал ротмистром, осенью того же года повышен был до майора, а чуть позже — до подполковника гренадерского полка. 3 (14) августа 1711 года был пожалован вместе с Павлом Ягужинским чином генерал-адъютанта, учреждённым специально для них.
Девиер был влюблён в старшую сестру Меншикова, Анну Даниловну. Меншиков Девиера не любил, и когда тот попросил руки его сестры (Анна уже ждала первенца), сильно разозлился и избил Девиера. Девиер пожаловался Петру I и тот приказал Меншикову отдать его сестру замуж за португальца. Свадьба состоялась в июле 1712 года.
12 ноября 1715 года Пётр отправил Девиера в Ревель руководить строительством морского порта.
27 мая (7 июня) 1718 года был назначен первым петербургским генерал-полицмейстером, ведал всеми вопросами городского хозяйства.

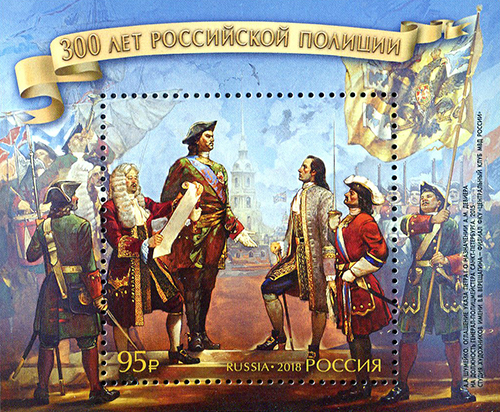
300 лет российской полиции. Картина А. А. Шумейко «Оглашение указа Петра I о назначении А. М. Девиера на должность генерал-полицмейстера Санкт-Петербурга» (2015)

Девиер формально подчинялся Сенату и генерал-губернатору Меншикову, но фактически — самому Петру. Первоначально штат полиции состоял из заместителя генерал-полицмейстера, 4 офицеров и 36 нижних чинов. Делопроизводство в Главной полицмейстерской канцелярии вели дьяк и десять подьячих. При Девиере полицейский штат был увеличен до 10 офицеров, 20 унтер-офицеров и 160 нижних чинов, и, кроме того, устроена пожарная часть, медные трубы для которой были выписаны из Голландии. Новая структура не только следила за порядком в городе, но и выполняла ряд хозяйственных функций, занималась благоустройством города — мощением улиц, осушением болотистых мест, уборкой мусора и т. п. По распоряжению Девиера в 1721 году в столице были поставлены первые фонари, освещавшиеся конопляным маслом, и скамейки для отдыха. Кроме того, полиция обладала полномочиями судебной инстанции и имела возможность назначать наказания по уголовным делам. Стараниями Девиера в новой столице пресечены были все бесчинства и грабежи, а уровень преступности заметно снизился.
Посетивший дом Девиера в свите герцога Карла-Фридриха голштинский камер-юнкер Фридрих-Вильгельм Бергхольц 11 июля 1721 года отметил в своём дневнике: «Сперва он был скороходом, потом, если не ошибаюсь, денщиком Царя, у которого, кажется, и до сих пор в большой милости. Строгий и быстрый в исполнении царских приказаний, он внушает здешней черни и вообще всем обывателям города такой страх, что они дрожат при одном его имени».
В июне 1718 года Девиер участвовал в следствии по делу царевича Алексея Петровича, наряду с другими подписал ему смертный приговор.
6 января 1725 года Девиер был произведён в генерал-майоры. После смерти Петра I активно выступал за передачу власти императрице Екатерине I. 21 мая 1725 года награждён орденом Св. Александра Невского. 24 октября 1726 года возведён в графское достоинство, 27 декабря того же года пожалован чином генерал-лейтенанта.
В 1727 году по поручению Екатерины I совершил поездку в Курляндию, поводом для которой стали жалобы курляндцев на Меншикова, пытавшегося завладеть герцогским престолом. Доклад императрице был не в пользу Меншикова. В том же году, вместе с графом П. А. Толстым и комендантом Санкт-Петербурга Г. Г. Скорняковым-Писаревым, Девиер активно выступил против намерений Меншикова выдать свою дочь Марию за наследника престола Петра Алексеевича. Этот эпизод ещё больше обострил неприязнь Меншикова к своему свояку, и 24 апреля 1727 года, воспользовавшись тем, что Екатерина была уже смертельно больна, «светлейший» добился от неё разрешения на арест Девиера, которому императрица, по утверждению фельдмаршала Миниха, поручила обязанности воспитателя обеих великих княжон — Анны и Елизаветы. Формальным предлогом послужило непристойное поведение петербургского генерал-полицмейстера, который якобы позволял себе в нетрезвом виде некие вольности в отношении царевен.
В тот же день Девиер был взят под караул. Подвергнутый жестокой пытке, он выдал всех своих товарищей. По указу 27 мая 1727 года он обвинён был в намерении устранить от наследования престола Петра II и в попытках воспрепятствовать выполнению духовного завещания императрицы Екатерины I, лишён дворянства, титула, чинов, имений, бит кнутом и сослан в Сибирь.
В Петербурге Девиер владел участком на берегу Безымянного Ерика (ныне река Фонтанка), на котором сейчас находится Аничков дворец. После ареста Девиера в 1727 году участок был конфискован. Жене Девиера с детьми было велено «жить в деревнях своих, где она пожелает». Анна Даниловна выбрала села Торхово Тульского уезда и Поветкино Веневского уезда. Похоронена в родовом склепе села Поветкино. Имения перешли во владение к старшему сыну — Петру Антоновичу.
Двенадцать лет провёл Девиер в Жигановском зимовье в 800 верстах от Якутска. Первоначально компанию ему составлял вышеназванный Григорий Скорняков-Писарев, но в мае 1731 года, за нехваткой под рукой грамотных специалистов, последний назначен был сборщиком ясака в Охотск. Пребывание Девиера в ссылке несколько скрасило знакомство с русским полярным исследователем Василием Прончищевым, экспедиция которого проезжала в 1735 году через Жиганск.

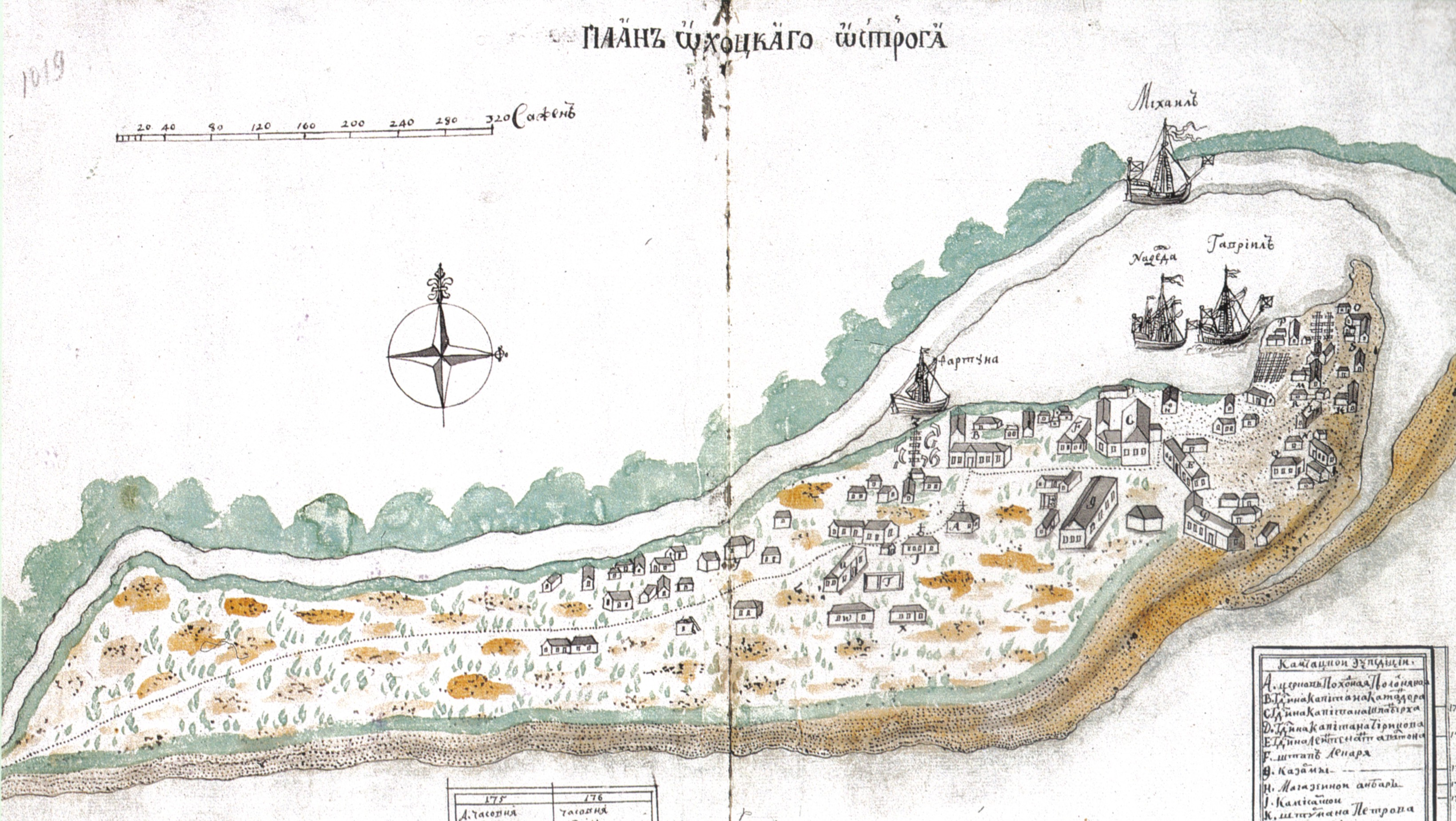
План Охотского острога 1737 г.

Поскольку на неуживчивого Скорнякова постоянно шли жалобы как от местных жителей, так и людей служилых, особенно от капитана Шпанберга, императрица Анна Иоанновна решила заменить его «добрым и совестным человеком». Подходящей кандидатурой сочли Девиера. 13 апреля 1739 года он был назначен начальником Охотского порта. Арестовав своего предшественника, а затем описав и распродав его имущество, Девиер выплатил гарнизону задолженное за несколько лет жалование. Энергичными действиями он закончил снаряжение Второй Камчатской экспедиции Беринга, завершил строительство Охотского порта и основал школу, превратившуюся впоследствии в Штурманское училище Сибирской речной флотилии.
1 декабря 1741 года последовал именной указ императрицы Елизаветы Петровны об освобождении Девиера из ссылки «с отпущением вины». Указ пришёл в Охотск в июне 1742 года, и в начале следующего года Девиер прибыл в Петербург. Высочайшим указом от 14 февраля 1743 года Девиеру были возвращены орден и графский титул, а также поместье в Валуйском уезде Белгородской губернии с 1600 душами крестьян.
15 июля 1744 года Девиер был произведён в генерал-аншефы, а 17 декабря 1744 года был вновь назначен генерал-полицмейстером Санкт-Петербурга. Однако преклонный возраст и тяжелые испытания дали знать о себе многочисленными болезнями. 24 апреля 1745 года заболевший Девиер удалился в отставку «вплоть до выздоровления». Но выздоровление так и не наступило. 24 июня (5 июля) 1745 года он скончался и через три дня был похоронен на Лазаревском кладбище Александро-Невской лавры.
Могила Девиера не сохранилась, хотя ещё в 1892 году историк С. Н. Шубинский писал: «В настоящее время на Лазаревском кладбище Александро-Невской лавры можно отыскать, хотя и не без труда, полувросшую в землю, расколотую плиту, прикрывающую прах первого петербургского генерал-полицмейстера, на которой ещё уцелела надпись „генерал-аншеф Антон Мануилович Дивьер. погребен 27 июня 1745“. Однако в 1905 году в статье из „Русского биографического словаря“ А. А. Половцова, посвящённой Девиеру, уже указывалось, что его „тело погребено на Лазаревском кладбище Александро-Невской лавры, но теперь уже нельзя отыскать его могилу“.

## В культуре

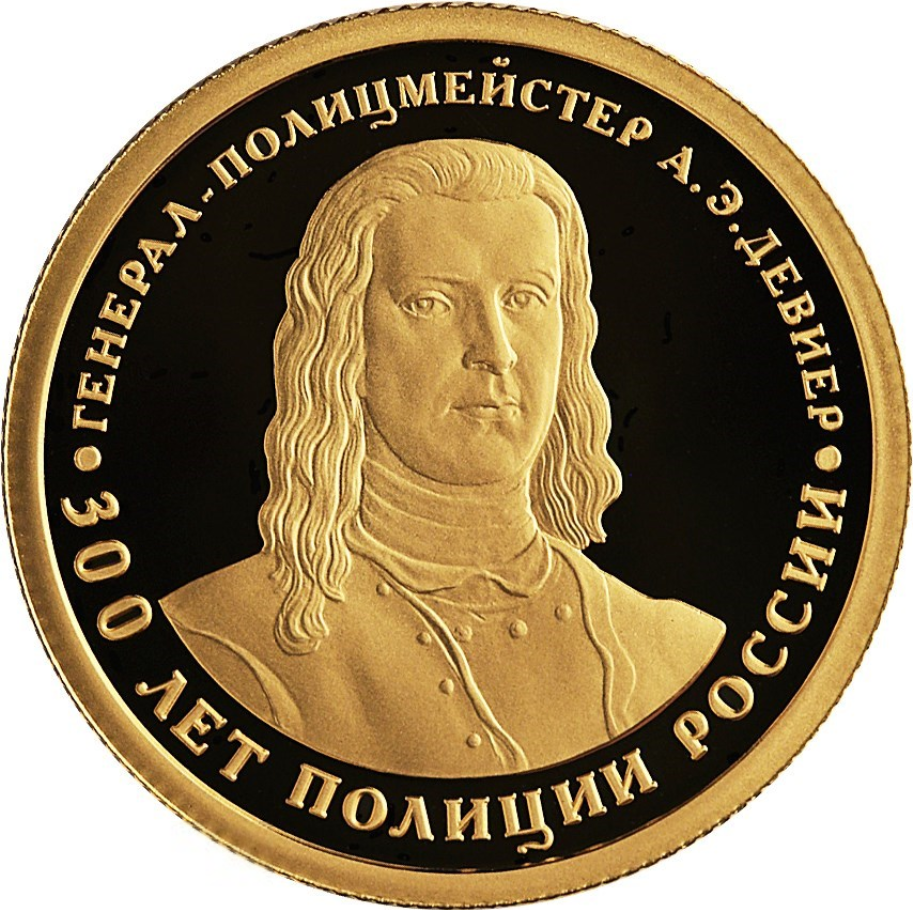
50 рублей 2018 г., золото, к 300-летию полиции России

Бюст Девиера в Петербурге

- Один из персонажей исторического романа Д. Маркиша „Еврей Петра Великого“
- История знакомства Антона Девиера с Петром I описывается в авантюрно-исторической повести графа Салиаса-де-Турнемира „Донские гишпанцы“. Сама повесть посвящена правнукам Антона Девиера.

## Память
- 18 мая 2018 года в Санкт-Петербурге в Звенигородском сквере у дома 79 на улице Марата, где располагается 28 отдел полиции, был установлен бюст Антона Девиера[23].
- 15 марта 2018 года Банк России выпустил в обращение памятную золотую монету номиналом 50 рублей посвящённую 300-летию полиции России на которой изображён портрет Антона Девиера.
- 25 мая 2018 года Почтой России выпущена марка, посвященная 300-летию полиции России, на которой изображена сцена назначения А. М. Девиера на должность генерал-полицмейстера Санкт-Петербурга».
- 25 мая 2018 года в п. Охотск Хабаровского края открыта памятная доска на здании полиции[24].